# Annelie Salminen
Annelie Salminen, född 9 mars 1985 och bosatt i Västerås, är poet, skrivarpedagog och diplomerad ungdomscoach. Hon har skrivit böckerna "Pappa" (2009) och "Modingarna och alfabetet" (2014) och driver AS Förlag. 

## Biografi
Annelie Salminen har studerat på Åsa folkhögskola, Västerås folkhögskola och Tollare folkhögskola. Hon har lett skrivarkurser och coachat författare sedan 2002.
Mellan 2004 och 2009 var hon ordförande i föreningen Arospennor i Västerås, där ett av de stora projekten var att lägga ner stenar med Tomas Tranströmers haikudikter i Västerås gator, tillsammans med konstnären Ida Rosén Branzell. 
Salminen fick Västerås Stads kulturstipendium 2007.
I oktober 2014 tilldelades Salminen SEB:s pris Årets sociala entreprenör, bland annat för arbetet med "Modingarna och alfabetet". Boken blev också finalist till Selmapriset 2015. 
Salminen är aktiv i RFSU som utbildare och föreläsare i sexualundervisning och normkritik och har bland annat tagit fram konceptet Transvänlig skola. Hon är initiativtagare till “Transammans“ ett projekt för transpersoner och närstående i Mälardalen. 

## Författarskap

### Pappa
“Pappa” är en poetisk berättelse om en flicka, hennes uppväxt och relationer med sin dysfunktionella familj. “Pappa” spelades först som föreställning med musik, dans och poesi (2007) och gavs sedan ut som bok med illustrationer och ljudbok med musik på CD (2009).
- Musik: Per Kolsgård
- Illustration: Ida Rosén Branzell
- Layout: Gunnel Branzell
- Mammaröst: Solja Krapu

### Modingarna och alfabetet
“Modingarna och alfabetet” är en normmedveten alfabetsramsa. Den är utgiven som bilderbok, CD med sång och som interaktiv bokapp med teckenspråk. 
- Illustratör: Ida Rosén Branzell
- Tonsättare: Magda Andersson
- Sång: Tina Wilhelmsson
- Gitarr: Björn Thunell
- Approduktion: Igor Isaksson och Klas Ehnemark på Yetobi/Mu AB